# Oľšavce
Oľšavce (in ungherese Orsós, in tedesco Ellerndorf) è un comune della Slovacchia facente parte del distretto di Bardejov, nella regione di Prešov.

## Storia
Citato per la prima volta nel 1383 come località in cui si amministrava la giustizia secondo il diritto germanico, all'epoca apparteneva alla Signoria di Tročany. Nel XVII secolo venne ripopolato in parte con coloni ruteni. Nel XIX secolo passò ai Bán e ai Semsey.